# Monelina
Monelina, o monellin en inglés, es una proteína edulcorante que fue descubierta en 1969 en el fruto del arbusto Dioscoreophyllum cumminsii de África Occidental conocido como baya serendipia, y fue reportado por primera vez como un hidrato de carbono. La proteína fue nombrada en 1972 en honor del Monell Chemical Senses Center de Filadelfia, Estados Unidos, donde fue aislado y caracterizado.

## Estructura primaria
Monelina es un heterodímero, un monómero compuesta de una secuencia de 44 aminoácidos unidos por un enlace a covalante monómero B que consiste en una secuencia de 50 aminoácidos.
La estructura primaria (secuencia de aminoácidos) de los siguientes monómeros es·:
Monómero A(44 AA): REIKGYEYQL YVYASDKLFR ADISEDYKTR GRKLLRFNGP VPPP
Monómero B(50 AA): GEWEIIDIGP FTQNLGKFAV DEENKIGQYG RLTFNKVIRP CMKKTIYEEN .